# Union Township (comté d'Iron, Missouri)
Pour les articles homonymes, voir Union Township.
Union Township est un ancien township, situé au Sud, du comté d'Iron, dans le Missouri, aux États-Unis,.
Le township est fondé en 1857.

### Source de la traduction
- (en) Cet article est partiellement ou en totalité issu de l’article de Wikipédia en anglais intitulé « Union Township, Iron County, Missouri » (voir la liste des auteurs).